# Terminalia stuhlmannii
Terminalia stuhlmannii är en tvåhjärtbladig växtart som beskrevs av Adolf Engler. Terminalia stuhlmannii ingår i släktet Terminalia och familjen Combretaceae. Inga underarter finns listade i Catalogue of Life.